# Альбін Йонсен
Альбін Йонсен, відомий під сценічним іменем Альбін (швед. Albin Johnsén, 22 липня 1989, Боо, лен Стокгольм) — шведський артист, репер і автор пісень. У 2014 році він набув популярності з піснею «Din soldat», яку написав у співавторстві з Маттіасом Андреассоном (відомим як DMA) і виконав спільно зі співачкою Крістін Ампаро. Пісня звучала на кількох основних радіоканалах, а також очолювала рейтинги Spotify, iTunes та офіційний хіт-парад Швеції. Всього за два місяці пісня «Din soldat» була стала платиновою, і станом на червень 2017 її понад 40 мільйонів разів прослухали на Spotify. 

## Кар'єра
Продовженням після «Din soldat» стала пісня «Vilken jävla smäll», знову із запрошеною виконавицею Крістін Ампаро. Співавтором пісні також є Маттіас Андреассон; вона стала лейтмотивом фільму Ідеальний шок (одного із шведської серії комедій під спільною назвою Jönssonligan).
17 січня 2015 року на гала-концерті музичної премії P3 Gold у Гетеборзі Альбін представив сингл «Frank». Ця пісня також написана разом із Маттіасом Андреассоном і розповідає про сина Альбіна на ім'я Франк. Альбіна номінували на премію P3 Gold в категорії «Пісня року» за пісню «Din soldat»; також ця пісня була номінована у категорії «Пісня року» на премії Grammis 2015, Kingsize 2015, QX 2015, на нагороду GAFFA та Rockbjörnen 2014. Пісня «Frank» стала платиновою в липні 2015 року, за нею послідував сингл «One Last Time», який став золотим, а в травні 2015 року вийшов дебютний альбом Альбіна «Dyra tårar», який став золотим за два тижні.
Альбін також пише пісні для інших виконавців і для конкурсу Melodifestivalen.
У 2017 році Альбін Йонсен змінив напрямок у своїй музиці та почав приділяти більше уваги своїм текстам, про що він розповів в інтерв'ю газеті Metro. Альбін також є музичним оглядачем журналу і написав дискусійну статтю на тему психічних захворювань, тему, яку він також висвітлював у телепередачі Nyhetsmorgon.
У червні 2017 року вийшла пісня Альбіна «Hjärtan Av Guld», яка стала офіційною піснею жіночої збірної на чемпіонаті Європи з футболу. Він написав її після того, як футболістка Косоваре Асллані зв'язалася з Альбіном і попрохала, щоб він написав для них пісню. Цей сингл також став золотим.
У 2018 році Альбін випустив свій другий повноформатний альбом «Du & Jag För Aldrig», у якому зібрані пісні із такими запрошеними виконавцями як Максіда Мерак, Юлія Адамс та Доттер. У тому ж році Альбін подолав 120 мільйонів стрімів на Spotify — це досягнення має небагато шведськомовних виконавців.
Паралельно з гастролями по Швеції (2014—2018 роки) Альбін також прочитав кілька надихаючих лекцій для молодих людей про свій шлях від деструктивності до успіху.
Альбін Йонсен брав у часть у конкурссі Melodifestivalen 2020 у Лулео з піснею «Livet börjar nu».

## Дискографія
Альбоми
- 2015 — «Dyra tårar»
- 2016 — «Insomnia» (разом з Mattias Andréasson)
- 2018 — «Du & Jag För Aldrig»
- 2019 — kärnobyl

Сингли
- 2013 — «1000 gånger bättre»
- 2013 — «Även om»
- 2014 — «Moment 22»
- 2014 — «Din soldat EP» feat. Kristin Amparo
- 2014 — «Vilken jävla smäll» feat. Kristin Amparo
- 2015 — «Frank EP» feat. DMA
- 2015 — «En sista gång»
- 2016 — «Rik»
- 2016 — «Insomnia»
- 2016 — «En runda till»
- 2017 — «Tack För Idag»
- 2017 — «Flyg» feat. Gontevas
- 2017 — «Hjärtan Av Guld» feat. Joanné (Nugas)
- 2017 — «Para: diset» feat. Maxida Märak
- 2017 — «Om Du Bara Visste» feat. Julia Adams
- 2018 — «Nordstjärnan»
- 2018 — «ring inte mig»
- 2018 — «Du & Jag För Aldrig» feat. Dotter
- 2019 — «kanske nästa sommar»
- 2019 — «sommarkall»
- 2019 — «white trash beautiful»
- 2019 — «kaOss»
- 2019 — «jag har fått nog av att aldrig få nog av dig»
- 2019 — «Jag håller av dig» feat. Finess
- 2020 — «Vi gjorde vårt bästa» feat. Lovad

Як автор пісень
- 2014 — «Losing Myself Without You» — Mollie Lindén[en]
- 2015 — «Det rår vi inte för» — Behrang Miri[en]
- 2017 — «Deja Vu» — Julia Adams[10]
- 2017 — «Hurt Like We Did» — FO&amp;O